# Nokia 8910i
Il Nokia 8910i è un telefono cellulare prodotto dall'azienda finlandese Nokia e messo in commercio nel 2003.

## Caratteristiche
- Dimensioni: 103 x 46 x 20 mm
- Massa: 110 g
- Risoluzione display: 84 x 48 pixel a 4 096 colori
- Durata batteria in conversazione: 4 ore
- Durata batteria in standby: 300 ore (12 giorni)
- Infrarossi e bluetooth